# Seznam dílů seriálu Ve městě hurikánů
Toto je seznam dílů seriálu Ve městě hurikánů.

## Přehled řad
| Řada | Díly | Premiéra v USA | Premiéra v USA    | Premiéra v ČR   | Premiéra v ČR     |
| Řada | Díly | První díl      | Poslední díl      | První díl       | Poslední díl      |
| ---- | ---- | -------------- | ----------------- | --------------- | ----------------- |
| 1    | 11   | 17. září 2007  | 17. prosince 2007 | 22. května 2009 | 31. července 2009 |

## Seznam dílů
| Č. v seriálu | Původní název          | Český název             | Režie                 | Scénář                             | Premiéra v USA     | Premiéra v ČR     |
| ------------ | ---------------------- | ----------------------- | --------------------- | ---------------------------------- | ------------------ | ----------------- |
| 1            | Pilot                  | —                       | Deran Sarafian        | Jonathan Lisco                     | 17. září 2007      | 22. května 2009   |
| 2            | Cobb's Webb            | Kdo hlídá hlídače?      | Bryan Spicer          | Craig Silverstein                  | 24. září 2007      | 29. května 2009   |
| 3            | Bedfellows             | Nebezpečné známosti     | Craig Ross Jr.        | Lawrence Kaplow & Wendy West       | 1. října 2007      | 5. června 2009    |
| 4            | No Good Deed           | Pro dobrotu na žebrotu  | Kevin Dowling         | John Eisendrath                    | 8. října 2007      | 12. června 2009   |
| 5            | Critical Mass          | Vražedná mše            | Steven DePaul         | Jonathan Lisco a Craig Silverstein | 22. října 2007     | 19. června 2009   |
| 6            | AKA                    | Alias                   | Terrence O'Hara       | Chris Black a Bruce Zimmerman      | 12. listopadu 2007 | 26. června 2009   |
| 7            | Melissa                | Melissa                 | Marita Grabiak        | Alex Berger a Craig Silverstein    | 19. listopadu 2007 | 3. července 2009  |
| 8            | Flood, Wind, and Fire  | Velká voda, vítr a oheň | Félix Enríquez Alcalá | Chris Black a Bruce Zimmerman      | 3. prosince 2007   | 10. července 2009 |
| 9            | Boulet in a China Shop | Boulet v porcelánu      | Brad Turner           | Jonathan Lisco a Bruce Zimmerman   | 10. prosince 2007  | 17. července 2009 |
| 10           | Ride Along             | Spolujezdec             | Tucker Gates          | Wendy West                         | 17. prosince 2007  | 24. července 2009 |
| 11           | Game Night             | Noční hra               | Dermott Downs         | Alex Berger a Ahmed Lavalais       | nebylo vysíláno    | 31. července 2009 |